# Município de Salem (condado de Warren, Ohio)
O município de Salem (em inglês: Salem Township) é um município localizado no condado de Warren no estado estadounidense de Ohio. No ano de 2010 tinha uma população de 4.389 habitantes e uma densidade populacional de 76,05 pessoas por km².

## Geografia
O município de Salem encontra-se localizado nas coordenadas 39° 21′ 18″ N, 84° 07′ 11″ O. Segundo a Departamento do Censo dos Estados Unidos, o município tem uma superfície total de 57.71 km², da qual 57,34 km² correspondem a terra firme e (0,64 %) 0,37 km² é água.

## Demografia
Segundo o censo de 2010, tinha 4.389 habitantes residindo no município de Salem. A densidade populacional era de 76,05 hab./km². Dos 4.389 habitantes, o município de Salem estava composto pelo 96,9 % brancos, o 0,25 % eram afroamericanos, o 0,23 % eram amerindios, o 0,48 % eram asiáticos, o 0,41 % eram de outras raças e o 1,73 % eram de uma mistura de raças. Do total da população o 1,34 % eram hispanos ou latinos de qualquer raça.